# Outeiro de Gatos
Outeiro de Gatos ist ein Ort und eine ehemalige Gemeinde (Freguesia) im portugiesischen Kreis Mêda. Die Gemeinde hatte 335 Einwohner (Stand 30. Juni 2011).
Am 29. September 2013 wurden die Gemeinden Outeiro de Gatos, Fonte Longa und Meda zur neuen Gemeinde União das Freguesias de Meda, Outeiro de Gatos e Fonte Longa zusammengeschlossen.